# Crecimiento postraumático
El crecimiento postraumático (PTG) es un cambio psicológico positivo experimentado como resultado de las adversidades u otros desafíos para alcanzar un nivel más alto de funcionamiento vital. Las circunstancias difíciles representan desafíos importantes para los recursos adaptativos del individuo y plantean desafíos importantes para su forma de entender el mundo y su lugar en él.  El crecimiento postraumático implica cambios psicológicos "que cambian la vida" tanto en el pensamiento como en la relación con el mundo, que contribuyen a un proceso personal de cambio, que es profundamente significativo. 

## Historia
La comprensión general de que el sufrimiento y la angustia pueden producir un cambio positivo tiene miles de años. Por ejemplo, algunas de las primeras ideas y escritos de los antiguos hebreos, griegos y cristianos primitivos, así como algunas de las enseñanzas del hinduismo, el budismo, el islam y la fe baháʼí contienen elementos del potencial poder transformador del sufrimiento. Los intentos para comprender y descubrir el significado del sufrimiento humano representan un tema central de gran parte de la investigación filosófica y aparecen en las obras de novelistas, dramaturgos y poetas. 
El concepto equivalente dentro de la psicología tradicional es la resiliencia, que consiste en alcanzar el nivel anterior de funcionamiento antes de un trauma, factor estresante o desafío. La diferencia entre resiliencia y crecimiento postraumático es el punto de recuperación: este último va más allá de la resiliencia e implica encontrar beneficios dentro de los desafíos o adversidades.
El término "crecimiento postraumático" fue acuñado por psicólogos de la Universidad de Carolina del Norte en Charlotte. Según Tedeschi, hasta el 89% de los supervivientes informan al menos de un aspecto del crecimiento postraumático, como una apreciación renovada hacia la vida.
Las variantes de la idea han incluido el modelo de crecimiento relacionado con el estrés propuesto por Crystal Park, que destacó el sentido de significado derivado en el contexto de adaptarse a situaciones desafiantes y estresantes, y el modelo de crecimiento adverso propuesto por Joseph y Linley, que vinculaba el crecimiento con el bienestar psicológico. De acuerdo con el modelo de crecimiento adverso, cuando un individuo está experimentando una situación desafiante, puede integrar la experiencia traumática en su sistema de creencias y visiones del mundo actuales o puede modificar sus creencias en función de sus experiencias actuales. Si el individuo acomoda positivamente la información relacionada con el trauma y asimila creencias previas, después de la adversidad puede darse un crecimiento psicológico. 

## Causas
El crecimiento postraumático ocurre por los intentos para adaptarse a un conjunto de circunstancias altamente negativas, que pueden generar altos niveles de angustia psicológica, como crisis importantes de la vida, que generalmente engendran reacciones psicológicas desagradables. El crecimiento no ocurre como resultado directo de un trauma; más bien, es la lucha del individuo con la nueva realidad después del trauma lo que es crucial para determinar hasta qué punto se produce el crecimiento postraumático.  Por otro lado es alentador que los informes de experiencias de crecimiento después de eventos traumáticos superen con creces los informes de trastornos psiquiátricos, ya que a menudo coexisten la angustia personal continua y el crecimiento. 
En cuanto a los predictores del crecimiento postraumático, se han asociado varios factores con el crecimiento adaptativo después de la exposición a un trauma. 
- Se ha demostrado que la espiritualidad está altamente correlacionada con el crecimiento postraumático y, de hecho, muchas de las creencias espirituales más profundas son el resultado de la exposición a un trauma (O'Rourke 2008).
- El apoyo social ha sido bien documentado como amortiguador de las enfermedades mentales y la respuesta al estrés. En lo que respecta al crecimiento postraumático, no solo los altos niveles de apoyo social previo a la exposición están asociados con el crecimiento, sino que existe alguna evidencia neurobiológica que respalda la idea de que el apoyo modulará una respuesta patológica al estrés en el hipotálamo-pituitario-adrenocortical (HPA) en el cerebro (Ozbay 2007).
- Aceptación. Como han descubierto Richard G. Tedeschi y otros investigadores del crecimiento postraumático, la capacidad de aceptar situaciones que no se pueden cambiar es crucial para adaptarse a los eventos traumáticos de la vida. Lo llaman "afrontamiento de aceptación" y han determinado que llegar a un acuerdo con la realidad es un predictor significativo del crecimiento postraumático.[10]
- También se alega, aunque actualmente se está investigando más sobre ello, que la oportunidad de revelación emocional puede conducir a un crecimiento postraumático aunque no reduce significativamente la sintomatología del estrés postraumático (Slavin-Spenny 2010).
- Los roles de género no predijeron de manera confiable el crecimiento postraumático, aunque son indicativos del tipo de trauma que experimenta un individuo. Las mujeres tienden a experimentar la victimización a un nivel más individual e interpersonal (por ejemplo, victimización sexual) mientras que los hombres tienden a experimentar traumas más sistémicos y colectivos (por ejemplo, militares y de combate).

## Personalidad y crecimiento postraumático
Históricamente, los rasgos de personalidad se han descrito como estables en las personas después de los 30 años. Desde 1994, los hallazgos de la investigación sugieren que los rasgos de personalidad pueden cambiar en respuesta a los eventos de transición de la vida durante la edad adulta media y tardía. Los eventos de transición de la vida pueden estar relacionados con el trabajo, las relaciones personales o la salud. Cantidades moderadas de estrés se han asociado con mejoras en los rasgos de autodominio y tenacidad. Se descubrió que las personas que experimentaban cantidades moderadas de estrés tenían más confianza en sus habilidades y tenían un mejor sentido de control sobre sus vidas. Además, cantidades moderadas de estrés también se asociaron con una mejor resiliencia, que se puede definir como una recuperación exitosa después del estrés. Una persona que experimentó una cantidad moderada de eventos estresantes tenía más probabilidades de desarrollar habilidades de afrontamiento, para buscar el apoyo de su entorno y experimentar más confianza en su capacidad para superar la adversidad. 

### Crecimiento postraumático
El crecimiento postraumático se refiere al cambio positivo de personalidad que sigue a sucesos traumáticos de la vida. Experimentar un evento traumático puede tener un papel transformador en la personalidad de ciertos individuos y facilitar su crecimiento personal. Por ejemplo, se ha demostrado que las personas que han experimentado un trauma exhiben un mayor optimismo, afecto positivo y satisfacción con el apoyo social, así como un aumento en el número de recursos de apoyo social.  De manera similar, la investigación revela cambios de personalidad entre los cónyuges de pacientes terminales con cáncer, lo que sugiere que tales transiciones de vida traumáticas facilitaron mejoras en la orientación interpersonal, los comportamientos prosociales y los grados de confiabilidad.
Es importante destacar que experimentar un evento traumático per se no conduce directamente a un crecimiento postraumático. No todas las personas que experimentan un evento traumático desarrollarán directamente un crecimiento postraumático. Más bien, es la respuesta emocional de un individuo al evento traumático lo importante para determinar el resultado a largo plazo de ese trauma. El resultado de los eventos traumáticos puede verse afectado negativamente por factores que ocurren durante y después del trauma, aumentando potencialmente el riesgo de desarrollar un trastorno de estrés postraumático u otras dificultades de salud mental.
Además, las características del trauma y la dinámica de la personalidad del individuo que experimenta el trauma contribuyen independientemente al crecimiento postraumático. Si la cantidad de estrés es demasiado baja o abrumadora, la persona no puede hacer frente a la situación. La dinámica de la personalidad puede facilitar o impedir el crecimiento postraumático, independientemente del impacto de los eventos traumáticos. 

### Investigaciones en la psicología de la personalidad
La investigación del crecimiento postraumático está surgiendo en el campo de la psicología de la personalidad. Varios investigadores han examinado el crecimiento postraumático y sus asociaciones con el modelo de las cinco grandes personalidades. Se encontró que el crecimiento postraumático se asocia con una mayor amabilidad, apertura y extraversión. La amabilidad se relaciona con comportamientos interpersonales que incluyen confianza, altruismo, cumplimiento, honestidad y modestia. Es más probable que las personas con estos comportamientos busquen apoyo cuando lo necesiten y lo reciban de otros. Las puntuaciones más altas en el rasgo de amabilidad pueden facilitar el desarrollo del crecimiento postraumático.
Las personas que obtienen una puntuación alta en las escalas de apertura tienen más probabilidades de ser curiosas, abiertas a nuevas experiencias y emocionalmente receptivas a su entorno. Se plantea la hipótesis de que después de un evento traumático, las personas que obtienen una puntuación alta en la apertura reconsiderarían más fácilmente sus creencias y valores que pueden haber sido alterados. La apertura a las experiencias es, por tanto, clave para facilitar el crecimiento postraumático. Los individuos que obtuvieron puntuaciones altas en extraversión tenían más probabilidades de adoptar mejores estrategias de resolución de problemas, reestructuración cognitiva y buscar más apoyo de los demás. Las personas que obtienen una puntuación alta en extraversión utilizan estrategias de afrontamiento que permiten el crecimiento postraumático. La investigación entre los veteranos y entre los hijos de prisioneros de guerra sugirió que la apertura y la extraversión contribuyeron al crecimiento postraumático.
La investigación entre muestras de la comunidad sugirió que la franqueza, la amabilidad y la conciencia contribuyen al crecimiento postraumático. Las personas que obtienen una puntuación alta en conciencia tienden a ser mejores para autorregular su experiencia interna, tienen un mejor control de los impulsos y es más probable que busquen logros en varios dominios. El rasgo de conciencia se ha asociado con una mejor resolución de problemas y una mejor reestructuración cognitiva. Como tales, las personas que son conscientes tienen más probabilidades de adaptarse mejor a los factores estresantes y obtener después un crecimiento postraumático.
Otra investigación entre cuidadores y entre estudiantes universitarios indica que el crecimiento postraumático se asocia con la extraversión, la amabilidad y la conciencia.

### Tipos de trauma, dinámica de la personalidad y crecimiento postraumático
Investigaciones recientes están examinando la influencia de los tipos de trauma y la dinámica de la personalidad en el crecimiento postraumático. Las personas que aspiran al orden tienen más probabilidades de desarrollar un crecimiento postraumático y una mejor salud mental en general.  Se plantea la hipótesis de que estas personas pueden procesar mejor el significado de las dificultades cuando experimentan cantidades moderadas de estrés. Esta tendencia puede facilitar un crecimiento personal positivo. 
Por otro lado, se encuentra que las personas que tienen problemas para regularse a sí mismas tienen menos probabilidades de desarrollar un crecimiento postraumático y más probabilidades de desarrollar trastornos del espectro traumático y trastornos del estado de ánimo.  Todo esto está en línea con investigaciones anteriores que sugieren que las personas que obtuvieron una puntuación más alta en la discrepancia personal tenían más probabilidades de obtener una puntuación más alta en neuroticismo y disponer de un afrontamiento deficiente. El neuroticismo se relaciona con la tendencia de un individuo a responder con emociones negativas a las amenazas, la frustración o la pérdida. Como tales, los individuos con alto neuroticismo y auto-discrepancia tienen menos probabilidades de desarrollar un crecimiento postraumático.

## Características
Los resultados observados en personas que han experimentado un crecimiento postraumático incluyen algunas de las siguientes: mayor apreciación de la vida; cambio de sentido de las prioridades; relaciones más cálidas e íntimas; mayor sentido de fuerza personal; y reconocimiento de nuevas posibilidades o caminos para la propia vida y desarrollo espiritual.
Dos características de la personalidad pueden afectar a la probabilidad de que las personas puedan hacer un uso positivo de las secuelas de los eventos traumáticos que les sobrevienen, son la extraversión y la apertura a la experiencia. Además, los optimistas pueden estar mejor capacitados para centrar la atención y los recursos en los asuntos más importantes y desconectarse de los problemas incontrolables o irresolubles.
La capacidad de llorar y aceptar gradualmente el trauma también podría aumentar la probabilidad de crecimiento postraumático.  También beneficia a una persona tener otras personas que la apoyen y que puedan ayudar en el crecimiento postraumático al proporcionar una forma de elaborar narrativas sobre los cambios que han ocurrido y al ofrecer perspectivas que pueden integrarse en el cambio de esquema. Estas relaciones ayudan a desarrollar narrativas; estas narrativas de trauma y supervivencia son siempre importantes en el crecimiento postraumático porque el desarrollo de estas narrativas obliga a los sobrevivientes a confrontar preguntas sobre el significado y cómo se pueden reconstruir las respuestas a esas preguntas. Las diferencias individuales en las estrategias de afrontamiento colocan a algunas personas en una espiral de mala adaptación, mientras que otras avanzan en una espiral de adaptación. Con esto en mente, algún éxito temprano en el afrontamiento del trauma podría ser un precursor del crecimiento postraumático.  El nivel de confianza de una persona también podría influir en su capacidad para persistir en el crecimiento o, por falta de confianza, darse por vencido. 
En 2011, Iversen y Christiansen & Elklit sugirieron que los predictores tienen diferentes efectos sobre el PTG a nivel micro, meso y macro, y un predictor positivo de crecimiento en un nivel puede ser un predictor negativo de crecimiento en otro nivel. Esto podría explicar algunos de los resultados inconsistentes de la investigación dentro del área.
El crecimiento postraumático se ha estudiado en menor medida en niños. Un estudio de Meyerson y sus colegas encontró varias relaciones entre los factores sociales y psicológicos y el crecimiento postraumático en niños y adolescentes, pero concluyó que quedan preguntas fundamentales sobre su valor y función.

## Teorías y resultados

### Resiliencia
En general, la investigación en psicología muestra que las personas son resilientes en general. Por ejemplo, Southwick y Charney, en un estudio de 250 prisioneros de guerra de Vietnam, mostraron que los participantes desarrollaron índices de depresión y síntomas de TEPT mucho más bajos de lo esperado. Donald Meichenbaum estimó que el 60% de los norteamericanos experimentarán traumas en su vida, y de estos, aunque nadie saldrá ileso, alrededor del 70% muestra resiliencia y el 30% presenta efectos dañinos. De manera similar, 68 millones de mujeres de los 150 millones de Estados Unidos serán victimizadas a lo largo de su vida, pero solo el 10% sufrirá tanto que deba buscar ayuda de profesionales de la salud mental.
En general, el enfoque de la psicología tradicional sobre la resiliencia, como se muestra en los estudios anteriores, está orientado hacia los problemas, asumiendo que el trastorno de estrés postraumático (TEPT) es el problema y que la resiliencia solo significa evitar o solucionar ese problema para mantener el bienestar básico. Sin embargo, este tipo de enfoque no reconoce ningún crecimiento que pueda ocurrir más allá de la línea de base vital establecida previamente. La idea de la psicología positiva de mejorar intenta reconciliar ese fracaso. Un metaanálisis de estudios realizado por Shakespeare-Finch en esta área indica que en realidad existe una asociación entre los síntomas del TEPT y el crecimiento postraumático. La hipótesis nula de que no existe relación entre los dos fue rechazada para el estudio. La correlación entre las dos fue significativa y se encontró que dependía de la naturaleza del evento y la edad de la persona. Por ejemplo, los sobrevivientes de agresión sexual muestran un menor crecimiento postraumático que los sobrevivientes de desastres naturales. Sin embargo, en última instancia, el metanálisis sirve para mostrar que el TEPT y el crecimiento postraumático no son extremos mutuamente excluyentes de un espectro de recuperación y que en realidad pueden coexistir durante un proceso exitoso para mejorar.

### Mejorando
Para comprender la importancia de mejorar en la experiencia humana, es importante comprender su papel dentro del contexto del trauma y su separación de la idea de resiliencia de la psicología tradicional. Implícita en la idea de mejora y resiliencia, está la presencia de la adversidad. O'Leary e Ickovics crearon un diagrama de cuatro partes del espectro de la respuesta humana a la adversidad, cuyas posibilidades incluyen: 
- sucumbir a la adversidad,
- sobrevivir con una calidad de vida disminuida,
- resiliencia (volver a la calidad de vida inicial) y
- mejorar.[47]

Mejorar incluye no solo la capacidad de recuperación, sino una mejora adicional sobre la calidad de vida anterior al evento adverso.
Mejorar en la psicología positiva tiene como objetivo promover el crecimiento más allá de la supervivencia, pero es importante señalar que algunas de las teorías que rodean las causas y efectos de la misma son más ambiguas. Los estudios de Carver indican que el concepto de mejora es difícil de definir objetivamente pues hace distinción entre la mejora física y psicológica, lo que implica que mientras que la mejora física tiene resultados obvios medibles, la mejora psicológica no tanto. Este es el origen de mucha ambigüedad en torno al concepto. Carver enumera varios indicadores autoinformables de mejora: mayor aceptación de uno mismo, cambio de filosofía y cambio de prioridades. Estos son factores que generalmente llevan a una persona a sentir que ha mejorado, pero obviamente son difíciles de medir cuantitativamente.
El enfoque de los sistemas dinámicos para mejorar intenta resolver parte de la ambigüedad en la definición cuantitativa de la mejora, como una mejora en la adaptabilidad al trauma futuro basado en su modelo de atractores y cuencas de atractores. Este enfoque sugiere que se requiere la reorganización de los comportamientos para hacer del comportamiento adaptativo positivo una cuenca atractora más significativa, que es un área hacia la que el sistema muestra una tendencia.
En general, como señaló Carver, la idea de mejora parece ser difícil de eliminar de la experiencia subjetiva. Sin embargo, el estudio realizado por Meichenbaum para crear su Inventario de crecimiento postraumático ayuda a establecer un mapa más medible de la mejora. Los cinco campos de crecimiento postraumático que describió Meichenbaum incluyen:
- relacionarse con los demás,
- nuevas posibilidades vitales,
- fuerza personal,
- cambio espiritual y
- aprecio por la vida.

Aunque la literatura que trata específicamente del tema es escasa, hay mucha investigación en las cinco áreas que Meichenbaum cita como facilitadoras de la mejora, todo lo cual apoya la idea de que el crecimiento después de la adversidad es una posibilidad viable y significativa para el bienestar humano.

### Aspectos del crecimiento postraumático
Se puede analizar cuantitativamente el concepto a través del Inventario de crecimiento postraumático. El inventario tiene 21 elementos y está diseñado para medir hasta qué punto uno experimenta crecimiento personal después de la adversidad. El inventario incluye elementos de las cinco áreas clave mencionadas: relación con los demás, nuevas posibilidades, fuerza personal, cambio espiritual y aprecio por la vida.
Además, se ha creado una versión abreviada del Inventario de crecimiento postraumático con solo 10 ítems, seleccionando dos preguntas para cada una de las cinco subescalas. Se han realizado estudios para comprender mejor la validez de esta escala y Frazier y col. (2009) informaron de que se podrían realizar más mejoras en este inventario para capturar mejor el cambio real.
Una de las facetas clave del crecimiento postraumático que establece Meichenbaum es la relación con los demás. En consecuencia, se ha trabajado mucho para indicar que los recursos de apoyo social son extremadamente importantes para facilitar la mejora. House, Cohen y sus colegas indican que la percepción de un apoyo social adecuado se asocia con una mejor tendencia adaptativa. Esta idea de una mejor tendencia adaptativa es fundamental para mejorar, ya que da como resultado un enfoque mejorado para la adversidad futura. De manera similar, Hazan y Shaver razonan que el apoyo social proporciona una base sólida de seguridad para el esfuerzo humano. La idea del esfuerzo humano se refleja en otra de las facetas del crecimiento postraumático de Meichenbaum. La idea es que la confianza de una persona para "esforzarse" frente a la novedad es un signo de mejora.
Al mismo tiempo que una tercera faceta del crecimiento postraumático de Meichenbaum, la fuerza personal, un metaanálisis de seis estudios cualitativos realizado por Finfgeld se centra en el coraje como un camino para mejorar. La evidencia de los análisis indica que la capacidad de ser valiente incluye la aceptación de la realidad, la resolución de problemas y la determinación. Esto no sólo apoya directamente la importancia de la fuerza personal para mejorar, sino que también puede ser relacionado con el concepto de Meichenbaum de "nuevas posibilidades" a través de la idea de que la determinación y la resolución de problemas adaptativa ayudan a enfrentar de manera constructiva nuevas posibilidades. Además de esto, en el estudio de Finfgeld se encontró que el coraje es promovido y sostenido por fuerzas intra e interpersonales, lo que respalda aún más el concepto de Meichenbaum de "relacionarse con los demás" y su efecto sobre la mejora.
La idea de estrategias de afrontamiento se refleja en la importancia que tiene el desarrollo de mejorar la adaptabilidad. La importancia del apoyo social al crecimiento que encontraron Michael y Cooper apoya claramente el concepto de Meichenbaum de "relacionarse con los demás". De manera similar, el significado de la religión se hace eco de la faceta del "cambio espiritual" de Meichenbaum del crecimiento postraumático.

### Psicología positiva
El crecimiento postraumático puede ser visto como una forma de psicología positiva .

## Críticas e inquietudes
Las dudas se basan principalmente en que la evidencia del crecimiento postraumático es muy limitada y que puede ser en algunos casos una ilusión.